# Home (Dokumentarfilm)
Home (Eigenschreibweise: „HOME“) ist ein freier Dokumentarfilm des französischen Fotografen und Journalisten Yann Arthus-Bertrand. Der Film besteht weitgehend aus Luftaufnahmen, die mit einer hochauflösenden Cineflex-Digitalkamera in über 50 Ländern auf allen Kontinenten der Erde gedreht wurden. Am 5. Juni 2009, dem Weltumwelttag, wurde er weltweit gleichzeitig im Kino, auf DVD, im Fernsehen und im Internet veröffentlicht. In Paris wurde er auf Großleinwänden vor dem Eiffelturm gezeigt.

## Inhalt
Der Film besteht zum Großteil aus Luftaufnahmen aus verschiedenen Gebieten der Erde – vom tropischen Regenwald über die arktische See bis hin zu Großstädten wie Tokio, Dubai oder Lagos. Der aus dem Off gesprochene Kommentar thematisiert ökologische und soziale Probleme, wie die globale Erwärmung, Überbevölkerung, Bodenerosion, die Ausbeutung natürlicher Ressourcen, Trinkwassermangel und den Artenschutz. Im Schlussteil werden noch einige positive Entwicklungen gezeigt, wie der zunehmende Einsatz von Windenergie und Solarenergie und die Rolle des persönlichen Konsumstils.
Nach Aussage der Macher ist es die Intention des Films, die Biodiversität der Welt und die Bedrohung des ökologischen Gleichgewichts durch den Menschen zu veranschaulichen. HOME soll eine Hommage an die Schönheit der Natur sein und gleichzeitig auch ihre Verletzlichkeit zeigen. Dadurch soll dem Publikum die Dringlichkeit des Umweltschutzes und die Idee der gemeinsamen Verantwortung für die Erde verdeutlicht werden.

### Themen der Filmabschnitte
Die Themen der 15 Filmabschnitte sind (Weblinks):
1. Die Entstehung der Erde und des Lebens
2. Die große Symbiose aller Lebewesen
3. Die Anfänge menschlicher Kultur
4. Von der Muskel- zur Verbrennungs-Wirtschaft
5. Industrielle Landwirtschaft, Massenproduktion, Ölabhängigkeit
6. Luxusleben, Schnelllebigkeit, Welthandel
7. Dubai, Überfischung der Meere, Kreislaufzerstörung
8. Versiegende Flüsse, Wassermangel und Wasserverschwendung
9. Industrielle Ausbeutung der Natur
10. Osterinsel, Armut, Hunger, Landflucht, Zerstörung, Verschwendung
11. Das Klima ändert sich, die Pole schmelzen, das Wasser steigt, die Menschen flüchten
12. Städte versinken, Arten verschwinden, Erdboden zerstört, die Zeitbombe Methan
13. Zusammenfassung der bedrohlichen Tatsachen, Gründe der Hoffnung
14. Beispiele verantwortungsvollen Handelns, neue Werte
15. Rückblick auf Landschaften und Länder

## Entstehung
Der Film wurde von dem französischen Luxusgüter-Konzern PPR (u. a. Gucci, Fnac, Puma AG) mit 10 Mio. Euro finanziert. Da die Logos des Konzerns am Anfang und Ende des Films eingeblendet werden, wird von manchen Kritikern angenommen, dass der Konzern den Film als Teil seiner Öffentlichkeitsarbeit ansieht und sich einen positiven Werbeeffekt davon erhofft (Greenwashing). Der Generaldirektor von PPR, François-Henri Pinault, betont, es sei für Unternehmen wie PPR notwendig, sich für den Umweltschutz einzusetzen und die Menschen auf die Problematik des Klimawandels hinzuweisen. Kritisiert wurde am Film selbst, dass er zwar schöne Naturaufnahmen zeige, jedoch keine klare Argumentation habe und keine konkreten Handlungsvorschläge gemacht werden.

## Verbreitung
Auf einer eigens eingerichteten YouTube-Seite werden neben dem Trailer weitere Informationen zum Klimaschutz und zur Entstehung des Films bereitgestellt. Auch auf den Seiten des Internet Archives kann der Creative-Commons-Film bezogen werden. Dort steht unter anderem die Blu-ray Disc-Fassung bereit.
Zwei Tage vor der Europawahl 2009 strahlte der öffentlich-rechtliche Sender France 2 den Film aus. Dies wurde von anderen Parteien als Wahlhilfe für die Grünen kritisiert, welche im Vergleich zur vorhergehenden Wahl ihr Ergebnis verdoppeln konnten.
Es wurde auch der Bildband Home – erkennen, sich informieren, fragen, verstehen, handeln und für Kinder die Ausgabe Home – Wir retten unsere Erde aufgelegt.
Nach Angaben des Filmemachers Bertrand darf Home von jedermann auch ohne Genehmigung der Rechteinhaber verbreitet und öffentlich vorgeführt werden.
Ein Beitrag zur Weltpremiere von Bertrands Dokumentarfilm Human – Die Menschheit nennt 2015 die Zahl von inzwischen 600 Millionen Zuschauern für Home.